# Štěpán Benda
Štěpán Benda, též Štěpán Václav Benda (24. února 1911 Puclice – 12. června 2000 České Budějovice), byl český a československý odbojář a politik; poslanec Prozatímního Národního shromáždění a Ústavodárného Národního shromáždění za Československou stranu lidovou, vysokoškolský učitel a exilový československý politik.

## Biografie
Absolvoval vyšší hospodářskou školu v Plzni a Vysokou školu zemědělskou v Brně. Později studoval i na Vysoké škole zemědělského a lesního inženýrství při ČVUT v Praze. Nastoupil do Ústavu anatomie a fyziologie domácích zvířat při ČVUT v Praze. V letech 1935–1937 sloužil v československé armádě. Po návratu do civilního života byl od roku 1937 zaměstnancem podniku Státní lesy a statky v Hodoníně. Za první republiky byl členem Republikánské strany zemědělského a malorolnického lidu (agrární strana). Od roku 1940 pracoval na okresním úřadu v Roudnici nad Labem. Byl aktivní v odboji a 12. května 1942 ho zatklo gestapo. V březnu 1943 byl odsouzen ve Vratislavi k šesti letům vězení za přípravu velezrady. Byl vězněn v několika koncentračních táborech, naposledy v táboře Esterwegen-Pappenburg v Nizozemsku.
Po roce 1945 se začal veřejně angažovat v Roudnici nad Labem pak na ONV v Litoměřicích. Byl mu udělen Československý válečný kříž a Medaile Za zásluhy. V letech 1945–1946 byl poslancem Prozatímního Národního shromáždění za lidovce. Mandát obhájil v parlamentních volbách v roce 1946 a stal se poslancem Ústavodárného Národního shromáždění, kde zasedal do roku 1948.
Profiloval se jako odpůrce KSČ. Po únorovém převratu v roce 1948 odešel do emigrace tak, že se spolu s Bohumírem Bunžou ukryl v nákladním vlaku ve vagónu s nábytkem. V nepřítomnosti byl v ČSR odsouzen k trestu smrti. Po nedlouhém pobytu v Německu přesídlil do Anglie a pracoval jako dělník. Externě spolupracoval se stanicí BBC a později i Svobodná Evropa a Radio Vatikán. Od září 1952 bydlel v USA. Studoval angličtinu, později fyziku a filozofii na Cornell University. Působil na ní rovněž jako pomocná vědecká síla. Po absolvování školy nastoupil coby asistent biologie a fyziky na státní kolej v Doveru a roku 1960 se stal profesorem (později vedoucím katedry fyziky) na Hampton Institute. Angažoval se v krajanských organizacích (Rada svobodného Československa, Národní aliance českých katolíků, Společnost pro vědy a umění). Od roku 1977 byl v důchodu a téhož roku se přestěhoval do Rakouska, kde bydlel ve městě Strobl, v letech 1985–1990 v Altmünsteru. V roce 1990 se vrátil do Československa. Angažoval se v Konfederaci politických vězňů.